# Barbula tenella
Barbula tenella là một loài Rêu trong họ Pottiaceae. Loài này được (Broth.) Paris mô tả khoa học đầu tiên năm 1900.